# Potassic-fluoro-richterite
La potassic-fluoro-richterite (simbolo IMA: Pfrct) è un raro minerale del supergruppo dell'anfibolo, all'interno del quale viene collocato nel "gruppo degli anfiboli con W(OH,F,Cl)-dominante" e da lì al sottogruppo degli anfiboli di sodio-calcio dove occupa un posto nel "gruppo contenente la radice richterite nel nome"; essendo un anfibolo, appartiene agli inosilicati e pertanto alla famiglia minerale dei "silicati", e possiede composizione chimica K(NaCa)Mg5Si8O22F2.
La potassic-fluoro-richterite è definita con:
- catione potassio dominante in posizione A
- catione magnesio dominante in posizione C
- anione fluoro F- dominante in posizione W.

## Etimologia e storia
La potassic-fluoro-richterite è stata scoperta nel 1983 in un proietto nella cava di San Vito sul Monte Somma (in Campania, Italia) e chiamata potassium-fluorrichterite. Il nome è stato cambiato in fluoro-potassicrichterite nel 2004 e nel 2012, nell'ambito della revisione della nomenclatura, ha preso il nome di potassic-fluoro-richterite.
Il nome radice richterite è stato scelto nel 1865 da Johann Friedrich August Breithaupt in onore di Hieronymus Theodor Richter (1824 - 1898), professore di chimica presso l'Università di Freiberg e uno degli scopritori dell'indio.

## Classificazione
La classica nona edizione della sistematica dei minerali di Strunz, aggiornata dall'Associazione Mineralogica Internazionale (IMA) fino al 2009, elenca la potassic-fluoro-richterite con il nome fluoro-potassicrichterite e la colloca nella classe "9. Silicati (germanati)" e da lì nella sottoclasse "9.D Inosilicati"; questa viene suddivisa più finemente in base alla struttura cristallina del minerale, in modo tale che la potassic-fluoro-richterite (fluoro-potassicrichterite) possa essere trovata nella sezione "9.DE Inosilicati con catene doppie di periodo 2, Si4O11; clinoanfiboli" dove forma il sistema nº 9.DE.20.
Tale classificazione viene mantenuta anche nell'edizione successiva, proseguita dal database "mindat.org".
Nella Sistematica dei lapis (Lapis-Systematik) di Stefan Weiß la potassic-fluoro-richterite è nella classe dei "silicati" e da lì nella sottoclasse degli "inosilicati"; qui il minerale si trova nella sezione di quelli che hanno struttura "[Si4O11] a due bande 6-; anfiboli Na-Ca" dove forma il sistema nº VIII/F.09.
Anche la classificazione dei minerali secondo Dana, usata principalmente nel mondo anglosassone, elenca la potassic-fluoro-richterite nella famiglia dei silicati; qui è nella classe degli "inosilicati: catene doppie non ramificate, W=2" e nella sottoclasse degli "inosilicati: catene doppie non ramificate, configurazione anfibolo W=2" dove forma il "gruppo 3, gli anfiboli sodico-calcici" con il numero di sistema 66.01.03b.

## Abito cristallino
La potassic-fluoro-richterite cristallizza nel sistema monoclino nel gruppo spaziale C2/m (gruppo nº 12) con le costanti di reticolo a = 9,978(1) Å, b = 17,991(2) Å, c = 5,269(1) Å e β = 104,90(2)°.

## Origine e giacitura
La potassic-fluoro-richterite è stata trovata in un proietto metamorfico associata a calcite e clinopirosseno.
Il minerale è piuttosto raro ed è stato trovato solo in pochi siti: la sua località tipo, la cava di San Vito (40.83271°N 14.38301°E) sul Monte Somma (in Campania, Italia) e, sempre in Campania, a Lagno Amendolare presso Sant'Anastasia; presso Gerolstein (nel circondario del Vulkaneifel, Germania).
Fuori dall'Europa la potassic-fluoro-richterite è stata trovata a Noonkanbah Station (Australia Occidentale); nella fumarola di "Arsenatnaya" nel Mil'kovskij rajon e sui monti Chibiny nella penisola di Kola (Russia); in diverse cave della contea di Sweetwater, nel Wyoming (Stati Uniti).

## Forma in cui si presenta in natura
La potassic-fluoro-richterite è stata scoperta sotto forma di cristalli prismatici ben formati lunghi fino a 0,5 cm. Il minerale è trasparente con lucentezza vitrea; il colore è grigio chiaro, mentre quello dello striscio è sempre bianco.